# 評定所

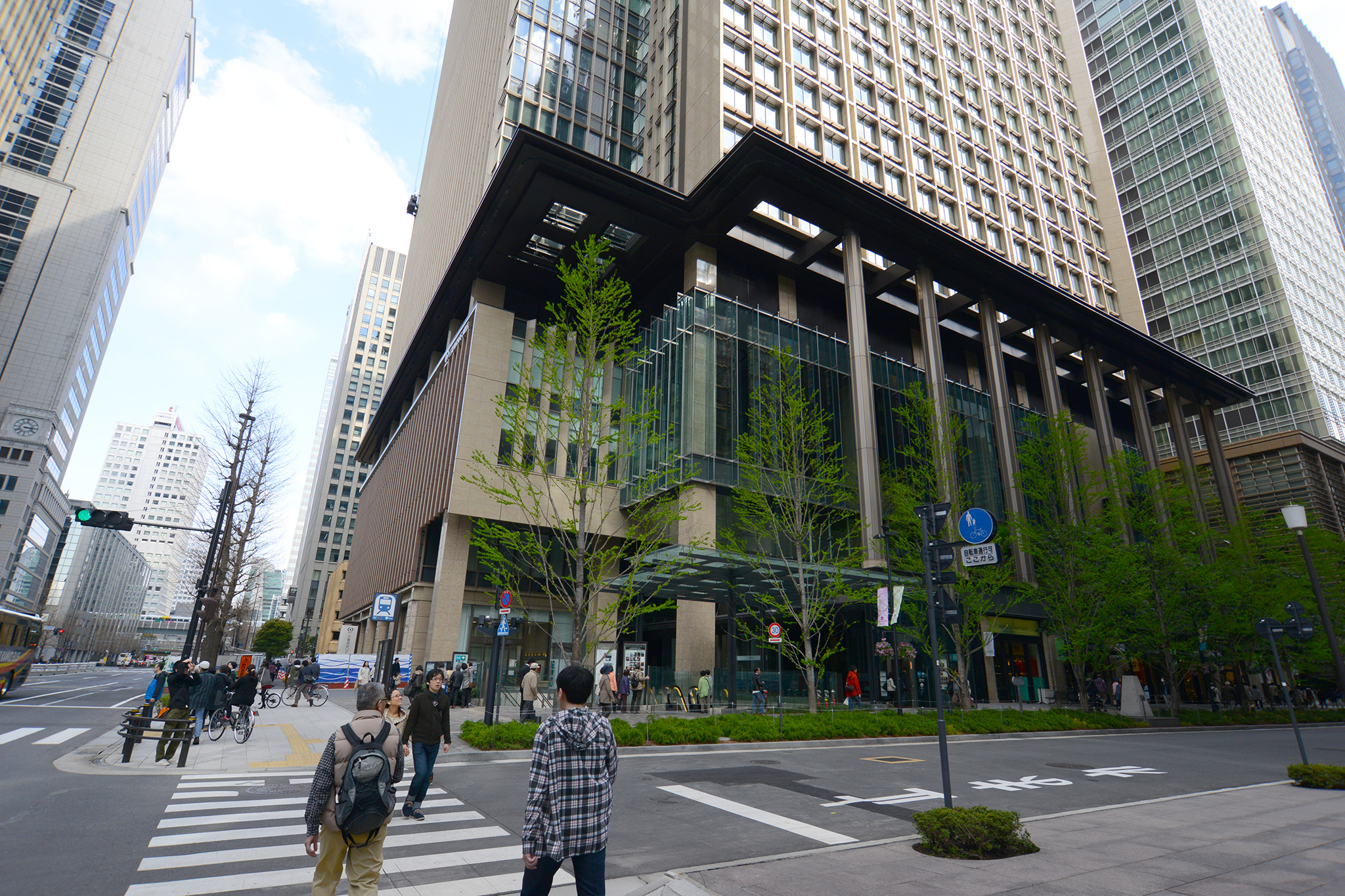
辰ノ口評定所跡：東京都千代田区丸の内1-4-1、丸の内永楽ビルディング

評定所（ひょうじょうしょ）は、近代以前に訴訟を扱った機関およびそれが存在した場所のこと。時代により以下の2つに区分される。
- 鎌倉時代・室町時代の評定衆が合議した場所の名称。
- 江戸時代に設置された江戸幕府の最高裁判機関。政策の立案・審議も行う。下記で記述。

## 幕府評定所概要
江戸城外の辰ノ口（現在の千代田区丸の内一丁目4番南西部で丸の内永楽ビルディングがある位置。明治維新直後には糾問所が置かれ新撰組隊士2人が調べを受けた）にあり、幕政の重要事項や大名・旗本の訴訟、複数の奉行の管轄にまたがる問題の裁判を行なった機関で、町奉行、寺社奉行、勘定奉行と老中1名で構成された。これに大目付、目付が審理に加わり、評定所留役が実務処理を行った。とくに寺社奉行・町奉行・勘定奉行は三奉行と呼ばれ、評定所のもっとも中心になる構成員であり、寺社奉行4人、町奉行2人、公事方の勘定奉行2人を「評定所一座」と称した。
享保の撰要類集などからも明らかなように、時として三奉行という形で老中へ伺うことも多かった。後には、側衆から後の側用人、江戸出府中の京都所司代、大坂城代、遠国奉行なども列席した。評定所留役は勘定所から出向してきた役人が務めており、実質的な審理は留役が行い、評定所一座が行うのは、冒頭初回の吟味と、最終回の判決の申し渡しのみであった。
通常、幕府管轄の武士に対して訴訟を扱うが、原告被告を管轄する機関が異なる場合は評定所で裁いた。武士と庶民のような身分違いと町奉行所管轄の江戸の町民と寺社奉行所管轄の宗教者の裁判、幕府領の領民と藩領民など原告と被告の領主が異なる場合である。
評定所の歴史については、寛永12年（1635年）11月の法令から、この時期に設置されたとされる。ただその場所については諸説があり、もっとも一般的な説は、明暦の大火によって、それまで評定の行われた酒井忠清（老中）と安藤重長（寺社奉行）の屋敷が焼失したため、以降伝奏屋敷を仕切って評定所を置いたというものである（石井良助・服藤弘司など）。これは享保期に幕府の求めに応じて、評定所が提出した書上のなかに記載されている事項であり、一般的な入門書などでも広く書かれている。
これについて、「江戸幕府日記」を詳細に検討した藤井譲治は、寛永12年12月3日に伝奏屋敷で「寄合」が行われたことを明らかにしている。また藤井は寛永9年から12年にかけての「寄合」の数と場所を同日記から説明し、伝奏屋敷以前は土井利勝（大老）や酒井忠勝（大老）の屋敷で行われた、としている。
前述の評定所が提出した書上は、享保2年（1717年）評定所が火事で焼失した後のものであり、再検討を要する。
評定所の呼称については、先述の寛永12年の法令では「寄合場」と記載され、必ずしも「評定所」の呼称が当初から用いられたわけではない。幕府法令の初見は慶安5年（1652年）5月のもので、目安裏書については管見の限り承応3年（1654年）10月以降である。
寛文年間頃、寄合の種類が式日（しきじつ）・立合・内座寄合に分かれたことで、出席する構成員や協議内容が日により異なっていった。式日は幕政の重要事項の諮問を行う日となり、初期には主要な構成員であった老中が、諮問が行われる式日にのみの出席に変わった。老中については享保5年（1720年）に月一度の出席にまで頻度が低下している。立合は裁判が行われる日で、側用人や在府中の京都所司代・大坂城代・遠国奉行なども列席する場合があった。内座寄合は三奉行が協議する日で、老中などは出席しなかった。内座寄合は奉行宅で行われることもあり、評定所の範囲に入れない場合もある。
式日・立合・内座寄合は、それぞれ月3日ずつあり、式日は2日・11日・21日、立合は4日・13日・25日に開かれた。

## 各藩評定所概要
各藩にも、同様に自藩管轄の武士を裁く組織が存在し評定所又は御用屋敷と呼ばれていた。
仙台藩では広瀬川の河原におかれたため、廃止後も評定河原という地名として残っている。